# District de Sonipat
Le district de Sonipat (hindi : सोनीपत ज़िला, pendjabi : ਸੋਨੀਪਤ ਜ਼ਿਲਾ)  est un district  de l'état de l'Haryana  en Inde.

## Description
Au recensement de 2011, sa population compte 1 450 001 habitants pour une superficie de 2 122 km2.
Son chef-lieu est la ville de Sonipat. 